# Katima Mulilo

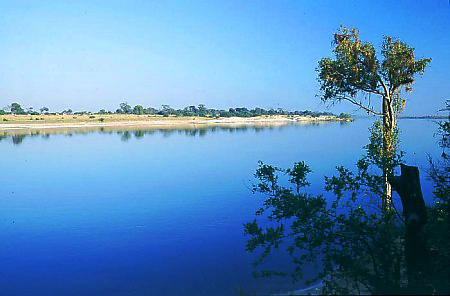
Rio Zambeze em Katima Mulilo

Katima Mulilo é a capital de Caprivi uma das regiões administrativas de Namíbia. A cidade está situada nas margens do rio Zambeze, a 500 km ao este da cidade de Rundu. Quando foi recenseada em agosto de 2001 a cidade tinha 22.694 habitantes. 
Foi fundada em 1935 para substituir como principal assentamento da zona a Schuckmannsburga, o qual foi estabelecido pelos alemães quando eles tiveram o controle do território.
Durante o período de ocupação de Namíbia (então chamada África do Sudoeste) por parte de África do Sul, e enquanto se aplicaram as políticas de "desenvolvimento separado" do apartheid, a cidade serviu como capital administrativa do bantustão do Caprivi Oriental. 
A cidade está ligada à Zâmbia pela Ponte Katima Mulilo.